# Anatolie Nosatîi
Anatolie Nosatîi, né le 12 septembre 1972, est un militaire et homme politique moldave, actuellement ministre de la défense  de Moldavie sous le gouvernement de Natalia Gavrilița. 

## Biographie

### Étude et formation
De 1987 à 1990, il étudie à l'école républicaine de Frunze à Chisinau. Après 1990, il étudie en Ukraine, plus spécifiquement au sein de l'école de commandement de Kiev avant d'aller étudier à l'académie militaire d'Odessa. 

### Activités au sein de l'armée
De 1994 à 2000, il a servi au sein du collège militaire de Chisinau (aujourd'hui l'académie militaire Alexandru cel Bun), atteignant le grade de commandant de bataillon. Au début des années 2000, il a commandé le 22e bataillon de maintien de la paix,.
Durant cette même période, il a reçu diverses formations aux États-Unis : au Defense Language Institute (San Antonio, Texas) en 1999, à l'École du génie de l'armée américaine (Fort Leonard Wood, Missouri) en 1999, au Command and General Staff College (Fort Leavenworth Kansas) de 2004 à 2005 et au Collège national de guerre de l'université de la défense nationale (Washington) en 2012.
De 2014 à 2018, il est officier militaire au sein du département des opérations de maintien de la paix au siège des Nations unies à New York.
Jusqu'en 2020, il dirige la direction des opérations de l'état-major général de l'armée nationale.

### Ministre de la défense
En février 2014, à la veille de l'invasion russe de l'Ukraine, il rappelle le statut neutre de la Moldavie qui ne peut donc rejoindre l'OTAN et doit disposer des forces nécessaires pour pouvoir se défendre seul en cas d'attaque. Il souligne toutefois que la neutralité de la Moldavie n'interfère pas dans la capacité du pays à établir une coopération avec l'OTAN, notamment en matière d'éducation et de formation militaire ou de normes et standards dans le domaine militaire. La Moldavie dispose ainsi d'une direction stratégique de coopération avec l'OTAN.

## Vie privée
Il est marié et a un enfant. En plus du roumain, il parle anglais, français et russe.

## Décoration
Il a les décorations suivantes : 
- ordre de la « Foi de la patrie » (Credință Patriei) ;
- médaille internationale des Nations unies pour sa participation à des missions de l'ONU ; et
- médaille de l'étoile de bronze pour sa participation à deux missions humanitaires post-conflit en Irak.